# Paul Skonieczny
Paul Skonieczny (* 17. April 1910 in Berlin; † 24. Mai 2001 in Mainz) war ein deutscher Jurist und Ministerialbeamter.

## Leben
Skonieczny absolvierte ein Studium der Rechtswissenschaft, das er mit beiden Juristischen Staatsexamen abschloss. Er war ab 1929 Mitglied der katholischen Studentenverbindung K.D.St.V. Bavaria Berlin. 1939 trat er als Regierungsassessor in die preußische Finanzverwaltung ein. Ab 1941 arbeitete er in der Reichsfinanzverwaltung.
Skonieczny war Mitglied der CDU und amtierte von 1959 bis 1969 als Staatssekretär im Ministerium für Finanzen und Wiederaufbau des Landes Rheinland-Pfalz. Ab 1960 war er Mitglied des Verwaltungsrates und vom 1. Januar 1970 bis zu seinem Eintritt in den Ruhestand am 31. Dezember 1976 Generaldirektor (Vorstandsvorsitzender) der Landesbank Rheinland-Pfalz – Girozentrale in Mainz.

## Ehrungen
- Großes Verdienstkreuz der Bundesrepublik Deutschland
- Ehrenmitglied des Nationalen Olympischen Komitees für Deutschland und der Deutschen Olympischen Gesellschaft
- Diether von Isenburg-Medaille

## Veröffentlichungen
- Grundsätze und Probleme der Beteiligungspolitik der Girozentralen, Mainz : Sparkassen- u. Giroverb. Rheinland-Pfalz, 1975.